# Triplophyllum pentagonum
Triplophyllum pentagonum là một loài dương xỉ trong họ Tectariaceae. Loài này được Pic. Serm. Holttum mô tả khoa học đầu tiên năm 1986.